# Samson in Dalila (opera)
Samson in Dalila je velika opera v treh dejanjih (štirih slikah) Camillea Saint-Saënsa. Libreto je napisal Ferdinand Lemaire. Zgodba je vzeta iz Svetega pisma stare zaveze, in sicer iz 16. poglavja knjige sodnikov. Delo prvotno ni bilo namenjeno odru, ker je bilo koncipirano v obliki oratorija. Franz Liszt je dal idejo, da se ga uprizori kot opera. Tako je bila krstna predstava v Weimarju 2. decembra 1877 v nemškem prevodu.
Najbolj znan odlomek iz opere je Dalilina arija Mon cœur s'ouvre à ta voix iz drugega dejanja.
Opera je bila na odru ljubljanske Opere uprizorjena leta 1908 in spomladi 1933.

## Osebe
- Dalila - mezzosopran
- Samson - tenor
- Veliki svečenik Dagonov - bariton
- Abimeleh, satrap Gaze - bas
- Star Hebrejec - bas
- Vojni sel Filistejski - tenor
- Prvi Filistejec - tenor
- Drugi Filistejec - bas
- Filistejsko in hebrejsko ljudstvo.

## Vsebina
Godi se v Gazi v Palestini, leta 1150 pred Kristusom. 

### Prvo dejanje
Na trgu pred božjim hramom filistejskega boga Dagona. Noč. 
Hebrejsko ljudstvo je zbrano in prosi boga rešitve izpod barbarskega jarma. Samson stopi iz množice in razodene obljubo, da je rešitelj blizu. S svojo zgovornostjo in prepričevalnostjo spreobrne k veri tudi dvomljivce in vsi vidijo v njem rešitelja iz suženjstva, zato se ga oklenejo in zapojejo hvalo Jehovi.
Satrap Abimeleh pride v spremstvu vojščakov, zagrozi ljudstvu s kaznimi, jih prične sramotiti in zasmehovati njihovega boga Jehovo, ki je moral zbežati pred Dagonom. Samson se zoperstavi Abimelehu in pokliče ljudstvo, da se upre. Abimeleh potegne meč in napade Samsona; ta pa mu iztrga iz rok meč in ga ubije. Vojščake Filistejcev pa je Samson pregnal s Hebrejci, da so se razbežali na vse strani. Veliki duhoven Dagona pride v spremstvu drugih duhovnikov iz templja, ugleda mrtveca in očita Filistejcem, ker so pustili, da je zbežal morilec, medtem pa je že prišel vojni sel in javil zmago Hebrejcev. Veliki duhoven prekolne v besnem ogorčenju hebrejsko ljudstvo, hudodelca in njegovo mater; če bi ga ženska ljubila, naj izvrši izdajstvo nad njim. Filistejci so izgubili zaupanje v svojega boga, zbežijo v gore, s seboj pa vzamejo Abimelehovo truplo. 
Hebrejske žene, starčki, Samson in njegovi vojaki pojejo hvalnico za rešitev. Vrata templja se spet odprejo in Dalila se prikaže v spremstvu s cveticami okrašenimi deklicami. Ona pozdravi odrešitelja svojega ljudstva in ga povabi na slavnostni obed v njen dom v Soreku, kjer ga bo pričakovala, da postane tudi zmagovalec ljubezni. Samsona svari stari Jud pred kačjim strupom in tudi sam se bori proti njeni lepoti in zapeljevanju. Dagonove svečenice hočejo s plesom privabiti hebrejske vojake. Dalila pleše z njimi in poje zapeljivo pesem, nato pa se vrne v tempelj. Samson jo je ves čas poželjivo opazoval.

### Drugo dejanje
Pred Dalilino hišo v dolini Sorek.
Dalila sedi še lepše oblečena kot prej in premišljuje o svojem maščevalnem načrtu zoper Samsona. Ljubezen naj ji pomaga v sovraštvu. Veliki duhoven pride in ji ponuja veliko plačilo, če razoroži Samsona in ga oropa moči, da ga lahko spravijo v okove. Zvedeti mora za skrivnost njegove moči, ki ga ščiti. Oba prisežeta smrt največjemu sovražniku njunega naroda. V temni noči čaka Dalila sama in šele po dolgem času pride Samson razburjen, zmeden in oklevajoč. Dalila ga sprejme ljubeznivo, on pa hoče oditi, da dokonča svoje veliko poslanstvo. Posreči se ji, da ga zadrži in skuša zvedeti skrivnost njegove moči. Nastane silno neurje in Samsonova ljubezenska strast vzkipi do vrhunca. Samson se Dalili zoper stavlja, dokler ga ne ozmerja s strahopetcem in zbeži v hišo, Samson pa za njo. Pred hišo so se zbrali vojščaki Filistejcev, Dalila jih je iz terase poklicala k sebi. Samson je spoznal, da je izdan. Vojaki planejo v hišo, ga zvežejo in odvedejo v ječo.

### Tretje dejanje

#### Prva slika
Ječa v Gazi. 
Samson z ostriženimi lasmi in oslepljen vrti v ječi težak brusni kamen. Boga prosi usmiljenja zase in za svoj narod. Vojaki razvežejo Samsonu okove in ga peljejo k slavnosti zmage Filistejcev.

#### Druga slika
V Dagonovem templju. 
Filistejci slavijo zmago nad Izraelci. Deček pripelje ponižanega Samsona. Veliki duhoven ga sprejme s posmehom, ravno tako Dalila, ki mu hlini ljubezen. Duhovnik ukaže Samsonu, naj pokliče svojega boga, da mu vrne vid, nato bodo tudi Jehovi žrtvovali daritev. Samson prosi boga Jehovo, naj mu še enkrat podari luč in moč, ker pa se čudež ne zgodi, ga pričnejo zasmehovati, svojemu bogu Dagonu pa žrtvujejo daritev in ga slave. Tudi Samson naj bi pokleknil pred Dagonom in se mu žrtvoval. Deček ga zato pelje k stebrom, na katerih slonijo oboki. Medtem ko poje zbor Filistejcev, se z rokama upre ob stebre in jih skuša omajati. Še enkrat prosi boga, naj mu vrne prejšnjo moč; stebri se zamajejo in tempelj se zruši in pokoplje njega in njegove sovražnike.

## Glasbeni primer
- Dalilina arija